# Йелоустоун (сериал)
„Йелоустоун“ (на английски: Yellowstone) е американски драматичен сериал, създаден от Тейлър Шеридан и Джон Линсън, чиято премиера е на 20 юни 2018 г. по Paramount Network. Главните роли се изпълняват от Кевин Костнър, Люк Граймс, Кели Райли, Уес Бентли, Коул Хаузър, Келси Чоу и Гил Бирмингам. Сериалът проследява конфликтите по общите граници на голямото ранчо за добитък „Йелоустоун“, индианския резерват „Броукън Рок“, Национален парк Йелоустоун и строители.
Петият сезон ще бъде последният и ще бъде последван от сериал-продължение, озаглавен „2024“. Премиерата на първата част от петия и последен сезон е на 13 ноември 2022 г., като премиерата на втората част е планирана за ноември 2024 г.
През 2013 г. Шеридан започва работа по сериала, след като наскоро от актьорството преминава към сценарист. След като живее в селските райони на щатите Тексас и Уайоминг, Шеридан пише сериала в Монтана и поставя първите сценарии в Ливингстън. Шеридан предлага сериала на HBO, но телевизията не проявява интерес. През май 2017 г. Paramount Network обявява, че дава зелена светлина за първия си сериал Йелоустоун. Paramount поръчва за първи сезон десет епизода. Сериалът трябва да бъде написан, режисиран и с изпълнителен продуцент Шеридан.
Предистория, озаглавена „1883“ (2021–2022) е обявена след петгодишен договор, подписан от Шеридан с ViacomCBS и MTV Entertainment Group. Сериалът се фокусира върху поколение от семейство Дътън по времето на Дивия Запад, където те предприемат трудното пътуване из страната, преди да заселят земята, която ще се превърне в ранчото Йелоустоун. Втора поредица от предистории, озаглавена „1923“ г. (от 2022 г. до момента), акцентира върху семейство Дътън по време на експанзията на Запад, Сухия режим и Голямата депресия. Трето планирано разклонение, озаглавено „6666“, също е в процес на разработка и се развива в наши дни в ранчото Four Sixes в Тексас. Допълнителен четвърти спиноф, озаглавен „1944“ е потвърден от Paramount в началото на 2023 г.

## Актьорски състав
- Кевин Костнър — Джон Дътън, глава на семейство Дътън.
- Люк Граймс — Кейси Дътън, бивш морски пехотинец и един от синовете на Джон и Евелин Дътън.
- Кели Райли — Бет Дътън, финансист и единствена дъщеря на Джон и Евелин Дътън.
- Уес Бентли — Джейми Дътън, адвокат, начинаещ политик, приемен син на Джон и Евелин Дътън.
- Коул Хаузър — Рип Уилър, управляващ ранчото в Йелоустоун, дясна ръка на Джон Дътън.
- Келси Чоу — Моника Дътън, съпруга на Кейси Дътън, учителка.
- Брекен Мерил — Тейт Дътън, син на Кейси и Моника и единствен внук на Джон.
- Джеферсън Уайт — Джими Хердстром, работник в ранчо Йелоустоун, бивш дребен престъпник.
- Дани Хюстън — Дан Дженкинс, милионер и крупен предприемач, на когото принадлежат съседните на Йелоустоун територии.
- Гил Бирмингам — Томас Рейнуотър, глава на съседния индиански резерват.

## Излъчване
| Сезон | Сезон | Епизоди | Оригинално излъчване | Оригинално излъчване |
| Сезон | Сезон | Епизоди | Първи епизод         | Последен епизод      |
| ----- | ----- | ------- | -------------------- | -------------------- |
|       | 1     | 9       | 20 юни 2018 г.       | 22 август 2018 г.    |
|       | 2     | 10      | 19 юни 2019 г.       | 28 август 2019 г.    |
|       | 3     | 10      | 21 юни 2020 г.       | 23 август 2020 г.    |
|       | 4     | 10      | 7 ноември 2021 г.    | 2 януари 2022 г.     |
|       | 5     | 14      | 13 ноември 2022 г.   | 15 декември 2024 г.  |

## „Йелоустоун“ в България
В България сериалът започва на 1 януари 2024 г. по Diema, всеки делничен ден от 21:00. Първи сезон завършва на 11 януари. На 12 януари започва втори сезон и приключва на 25 януари. Ролите се озвучават от артистите Елисавета Господинова, Лина Шишкова, Георги Георгиев – Гого, Здравко Методиев, Стефан Сърчаджиев и Светозар Кокаланов.
На 18 февруари 2025 г. започва излъчване по Нова телевизия, всеки делник от 22:00. След повторенията на първи и втори сезон на 26 март започва премиерно трети сезон с разписание във вторник и сряда от 22:00. Той завършва на 16 април. На 22 
април започва премиерно четвърти сезон.